# Кайгородов, Никифор Иванович (действительный статский советник)
Никифор Иванович Кайгородов (1739—1814) — управляющий Кабинетом Его Величества при Александре I, действительный статский советник в отставке.

## Биография
Родился в 1739 году. В 1775 году упоминается как секретарь Кабинет Его Величества. Окончил курс в Горном училище и был определён к Колывано-Воскресенским заводам; в 1783 году обозревал и описывал Змеиногорский и Кузнецкий рудники, где тогда предпринималась разработка серебра. Во время путешествия Екатерины II в Крым в 1787 году состоял в свите императрицы, для ведения во время путешествия дел, относившихся к Кабинету.
В начале царствования Павла I был снова при Колыванских заводах, затем определён правителем канцелярии и 21 октября 1798 года был пожалован в чин статского советника.
При Александре I состоял правителем канцелярии; указом Александра I от 18 января 1802 года «за старостию и болезньми» он был уволен от службы с пенсией две тысячи рублей в год и с чином действительного статского советника
Умер в июне 1814 года (похоронен 26 июня).
Был женат. Его дети: Иван (1766—?) и Екатерина; внук Никифор Иванович Кайгородов (1811—1882) — генерал-майор.